# Balacra pulchra
Balacra pulchra là một loài bướm đêm thuộc phân họ Arctiinae, họ Erebidae.